# 哈巴罗夫斯克边疆区
哈巴罗夫斯克边疆区（羅馬化：Khabarovsky kray）是位于俄罗斯远东地区的一个边疆区，为俄罗斯第四大行政区。截止2025年有人口1,273,488人，地广人稀。其行政中心为哈巴罗夫斯克（伯力）。哈巴罗夫斯克边疆区建立于1938年10月20日由苏联最高苏维埃主席团执行的法令，由远东边疆区拆分出来。
哈巴罗夫斯克边疆区南部地区主要是黑龙江下游流域，隔鞑靼海峡与库页岛相望，北部濒临并沿鄂霍次克海延伸，与萨哈共和国（西）和马加丹州接壤。苏霍伊战斗机系列最重要的阿穆尔河畔共青城加加林飞机制造厂位於此，另外也是中俄貿易熱點地區

## 地理
哈巴罗夫斯克边疆区面积为788,600平方公里，占俄罗斯远东地区面积的27％（pp. 128），海岸线长2,500公里（pp. 127），包括海岛共3390公里。其东北临鄂霍次克海和日本海，南临滨海边疆区和中国，西南部和西部与犹太自治州和阿穆尔州相邻，西北部和北部与萨哈共和国相邻，东北部与马加丹州相邻。
哈伯罗夫斯克边疆区向南沿边境河流乌苏里江延伸约200公里为比金，是其最南端城镇。黑龙江与乌苏里江在首府伯力附近的黑瞎子岛交汇（pp. 125），这里也是全州主要人口聚居地（pp. 128），从伯力到以北的阿穆尔河畔共青城为平原，南部宽220公里，北部宽100公里。从阿穆尔河畔共青城到黑龙江入海口的庙街是狭窄的河谷。从黑龙江到左岸的不列亚山脉分布的为落叶松，右岸到锡霍特山脉则为冷松（pp. 142）。伯力到中俄边境的乌苏里江下游河畔的乌苏里平原为低地和沼泽地，土壤贫瘠（pp. 127）。乌苏里江下游，平原往东是山区，森林覆盖面积占80％，在境内霍尔河盆地有270万公顷的森林，大多数为云杉。这个地区城镇多沿西伯利亚铁路分布（pp. 139-140）。
黑龙江、阿姆贡河到濒临太平洋的这个区域有1,000万公顷森林地，90％为山地针叶林（pp. 144-145），边疆区西南部与阿穆尔州接壤为山岳地带（pp. 126），有90％的地面海拔为1,200米到1,500米，在不列亚河盆地有平原（pp. 148）。该地区森林覆盖面积为三分之二，主要为落叶松（pp. 149）。阿穆尔河-阿姆贡河三角洲以北有50万平方公里的山地冻原，2,800万公顷的西伯利亚针叶林山地，海拔500到2000多米，以及1,600万公顷的森林地。该地区气候严寒，夏季短促（pp. 147），人口主要聚居在鄂霍茨克斯基县。
哈巴罗夫斯克边疆区内的大部分领土为系列山脉——孫塔爾哈亞塔山脈(最高峰穆斯哈亞山海拔2889米)、锡霍特山脉和朱格朱尔山脉所占据。主要河流为黑龙江、乌苏里江、霍尔河、乌第河、阿姆贡河。此外还有多个小湖泊：胡姆米湖、奧列利湖、烏德利湖、博隆湖、奇利亞湖、丘克恰吉爾斯科耶湖、大蘇盧克湖、埃沃龍湖、基济湖、阿穆特湖、布拉戈達特諾埃湖、卡季湖。

## 历史
中世纪时期（中国宋朝时期），在今哈巴罗夫斯克边疆区境域生活的主要的是通古斯民族，也就是后来建立金朝的女真族。
在哈巴罗夫斯克博物馆（中国称伯力）里存放着自战国至两汉间的古钱币多件，这证明当时该地与中国有频繁的贸易往来。
中国明朝宣德七年，亦失哈在奴儿干都指挥使司（外东北）时，重建毁坏的永宁寺，并在黑龙江入海口立下一块石碑，在之前的永乐十一年，在修建永宁寺时也在入海口立下一块碑，这两块碑在19世纪50年代仍存在，但在1904年遭到拆除，并转移到了海参崴的两座博物馆。在此地已经进行过考古发掘。在清代时，1689年，该区乌第河以南部分根据《尼布楚条约》归属清朝，晚清时先后于瑷珲条约和中俄北京条约中割予俄罗斯帝国。
自17世纪开始，欧洲人来这一片远东地区不断探险。1639年，一支由伊万·莫斯科维京领导的哥萨克探险家组成的探险小分队来到鄂霍次克海海滨，莫斯科维廷也成为了首位到达太平洋沿岸的俄罗斯人。1856年，俄罗斯帝国政府设置涵盖今哈巴罗夫斯克边疆区大部分区域的滨海边疆州，1900年开通的外贝加尔铁路和之后建成的东清铁路加快这个地区的移民速度。1900年至1913年有300,000人外地人移民至包含今哈巴罗夫斯克边疆区的阿穆尔地区。1904年至1905年之间日本与俄罗斯帝国爆发战争迫使这个地区的安置计划停止，1904年1月至1906年3月外东北地区和整个东西伯利亚被禁止迁移。1920年4月6日，外贝加尔州、阿穆尔和滨海边疆州、萨哈林岛北部以外贝加尔山脉和外东北区为主成立了远东共和国（ДВР，1920-1922）。
1938年10月20日，苏联将远东边疆区分为哈巴罗夫斯克地区和滨海地区。哈巴罗夫斯克地区由哈巴罗夫斯克州、阿穆尔州、下阿穆尔州、萨哈林州、勘察加(科里亚克民族区和楚科奇自治区)地区、犹太自治州和直属于krayispolkomu的三个地区。
1947至1948年，萨哈林州和阿穆尔州脱离哈巴罗夫斯克地区。1953年，哈巴罗夫斯克地区科雷马河区从中脱离，于同年12月3日成立马加丹州其下属的堪察加地区成立楚科奇民族区。
1991年，犹太自治区从哈巴罗夫斯克边疆区脱离，单独设立为自治州。

## 交通
有西伯利亚铁路连接滨海边疆区的海参崴（终点站）与伯力和犹太自治州首府比罗比詹。贝阿铁路连接重要的苏维埃港和瓦尼诺和阿穆尔河畔共青城以及在共青城东北的泽姆加空军基地，以及有火车轮渡到萨哈林州的霍尔姆斯克。
公路方面，有M58公路连接赤塔和伯力，途径跨黑龙江的哈巴罗夫斯克大桥。M60公路连接伯力和海参崴。以及东方公路连接伯力到滨海边疆区的纳霍德卡。
在伯力、阿穆尔河畔共青城、庙街为主要内河港口。鄂霍茨克、阿扬、瓦尼诺、苏维埃港、卡斯特里港为主要海港，其中瓦尼诺为最大的海港。

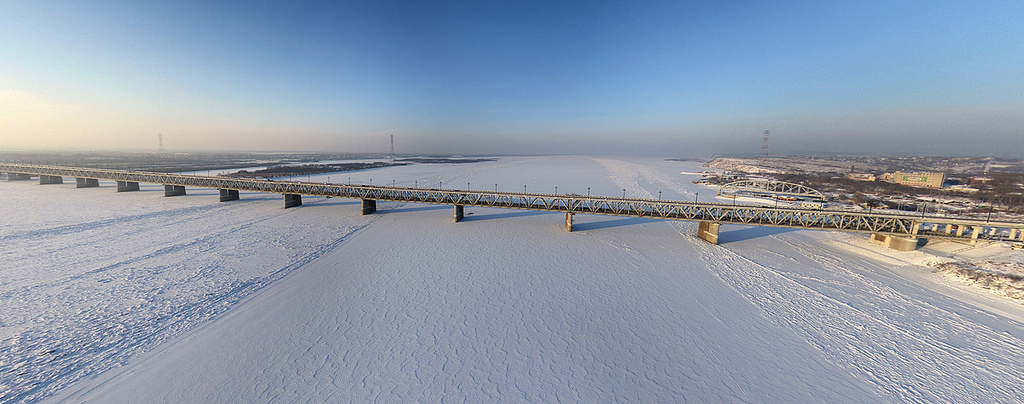
跨越黑龙江的哈巴罗夫斯克大桥（公路铁路两用桥，二月摄），曾命名为“阿列克谢耶夫斯基大桥”，两用部分共长2599米、总长3890.5米，宽约25米，建于1916年，工程花费当时的一千三百五十万卢布。1920年4月5日俄国内战期间大桥遭到破坏。1999年在旧大桥的附近新修建了一座。大桥现在是M58公路和西伯利亚铁路的一部分。大桥也成为5000俄罗斯卢布纸币背面图案。

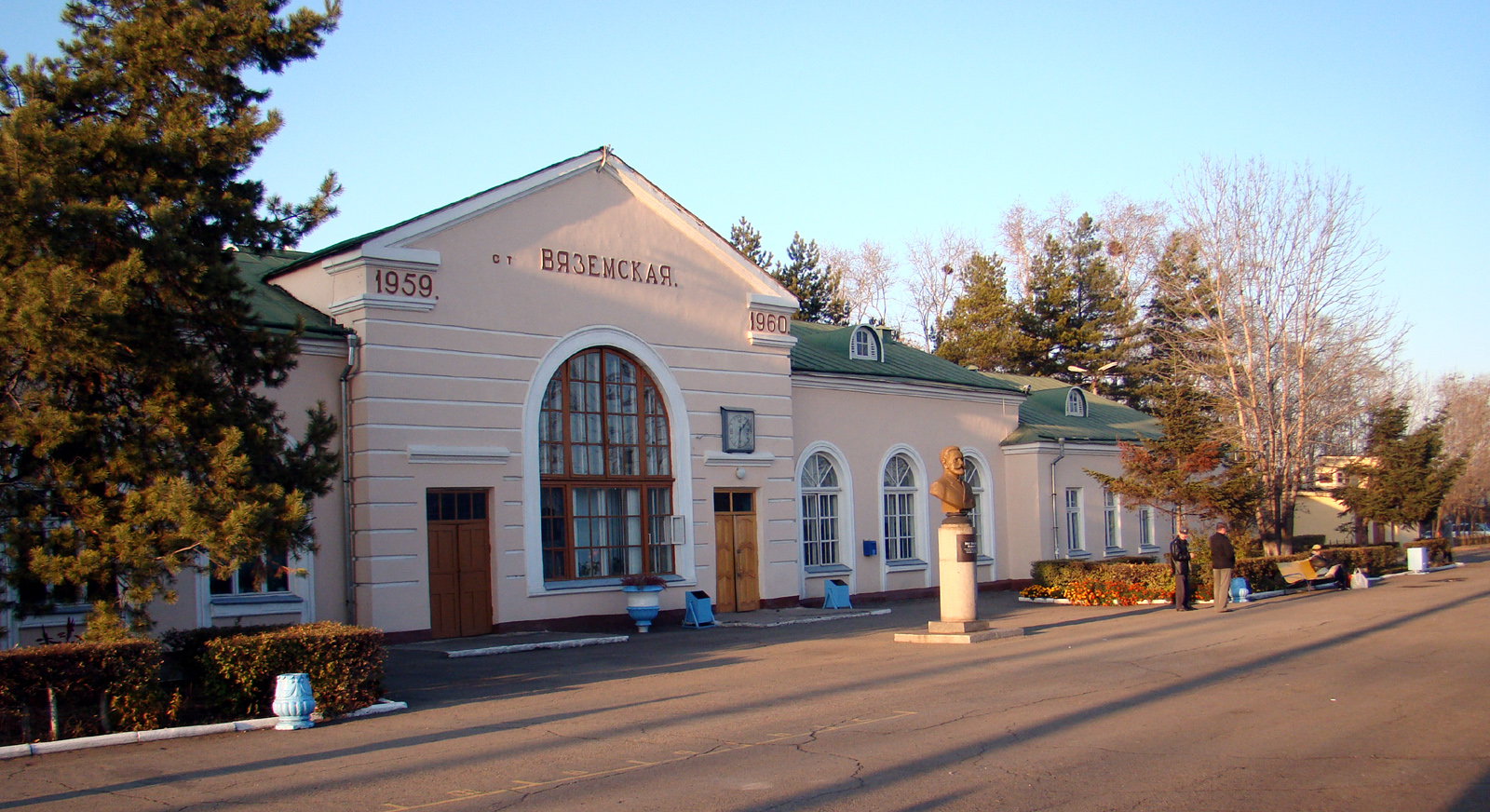
西伯利亚铁路的一个在该边疆区维亚泽姆斯基的火车站，是经伯力电气化市郊通勤列车的终点站。图中人物半身塑像是纪念铁路工程师奥列斯特·波列诺维奇·维亚泽姆斯基（1839-1910）。

## 气候
气候为温带季风性气候，一月份平均温度在零下16℃～零下40℃之间，七月份平均温度在11℃～21℃之间，年降雨量为500～900毫米。

## 行政区划

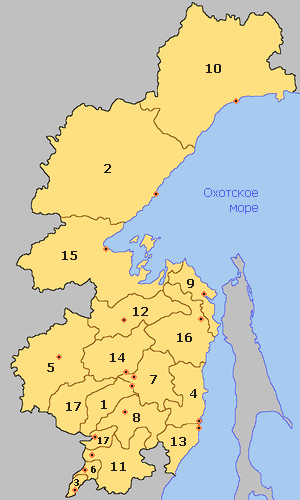
哈巴罗夫斯克边疆区行政区划

哈巴罗夫斯克边疆区是俄罗斯联邦主体之一，行政上下辖2个市（英語：Urban Okrug）和17个县（英語：Municipal District），进一步分为29个镇（英語：Urban settlements）和188乡（英語：Rural settlements）。
哈巴罗夫斯克边疆区的行政区划如下：
| 地图序号 | 中文名               | 俄文名 | 行政中心                          | 面积 1000 km2 | 总人口  |
| -------- | -------------------- | ------ | --------------------------------- | ------------- | ------- |
|          | 哈巴羅夫斯克（伯力） |        |                                   | 0.386         | 618,150 |
|          | 阿穆尔河畔共青城市   |        |                                   | 0.325         | 246,607 |
| 1        | 阿穆爾斯克區         |        | 阿穆尔斯克（傅達里）              | 16.70         | 58,485  |
| 2        | 阿揚-邁斯基區        |        | 阿扬                              | 167.70        | 1895    |
| 3        | 比金區               |        | 比金                              | 2.50          | 22,135  |
| 4        | 瓦尼諾區             |        | 瓦尼诺                            | 25.90         | 33,018  |
| 5        | 上布列亞區           |        | 切格多门                          | 63.70         | 24,096  |
| 6        | 維亞澤姆斯基區       |        | 维亚泽姆斯基                      | 4.30          | 20,758  |
| 7        | 共青城区             |        | 阿穆尔河畔共青城                  | 25.20         | 27,633  |
| 8        | 那乃區               |        | 特罗伊茨科耶                      | 27.80         | 15,763  |
| 9        | 尼古拉耶夫斯基區     |        | 阿穆尔河畔尼古拉耶夫斯克 （庙街） | 17.20         | 26,145  |
| 10       | 鄂霍次克區           |        | 鄂霍次克                          | 162.80        | 6370    |
| 11       | 拉佐區               |        | 佩列亚斯拉夫卡                    | 32.50         | 40,067  |
| 12       | 波林娜·奥西片科区    |        | 波林娜·奥西片科村                 | 34.97         | 4320    |
| 13       | 蘇維埃港區           |        | 苏维埃港                          | 15.60         | 38,238  |
| 14       | 索爾涅奇內區         |        | 索尔涅奇内                        | 31.10         | 29,300  |
| 15       | 圖古爾-丘米坎區      |        | 丘米坎                            | 96.10         | 1959    |
| 16       | 烏爾奇斯基區         |        | 博戈罗茨科耶                      | 39.30         | 15,172  |
| 17       | 哈巴羅夫斯克區       |        | 哈巴罗夫斯克 （伯力）             | 24.00         | 92,039  |

Legend： 

```
1: 
哈巴罗夫斯克
 (
伯力
)  2: 
阿穆尔斯克
 (傅达里)  3: 
阿扬

4: 
比金
  5: 
瓦尼诺
  6: 
切格多门
  7: 
维亚泽姆斯基
 

8: 
青年城
  9: 
特罗伊茨科耶
（
俄语
：
）
  10: 
阿穆尔河畔尼古拉耶夫斯克
 (
庙街
)

11: 
鄂霍次克
  12: 
佩列亚斯拉夫卡
  13: 
波林娜·奥西片科村
（
俄语
：
）

14: 
苏维埃港
  15: 
索尔涅奇内
  16: 
丘米坎
  17: 
博戈罗茨科耶
（
俄语
：
）
```

## 人口和民族
哈巴罗夫斯克边疆区城市口比例为80％左右，自1990年代起人口呈減少趨勢，在2015年有1,338,305人2010年人口1,343,869；2002年人口1,436,570；1989年人口1,824,506。，1968年为1,336，000人（pp. 127），1956年边疆区共有1,245，00人。约有三分之一的人口集聚在首府伯力，在全区人口密度为每平方公里1.5人（pp. 127），城市人口占81.83%（2015年）。
黑龙江三角洲以北的太平洋沿岸地区的3个区划阿杨诺梅斯基县、鄂霍茨克斯基县和图古罗丘米坎斯基县面积共422，307平方千米，占整个边疆区面积的一半左右但人口稀少，其中阿杨诺梅斯基县人口最少，在2015年有2009人，图古罗丘米坎斯基县次之在2015年有2029人，鄂霍茨克斯基县最多，在2015年也仅为6988人在苏联时代，这广大地区重要的居民点位于沿海的鄂霍茨克附近，其余的也多分布在沿海的少数几个小居民点，内陆实际无人居住（pp. 147）。南部沿海的地区人口相比北部沿海地区人口更多，南部沿海的地区人口最大的区划为苏维埃茨克港斯基县（苏维埃港）人口在2015年为40，831人，凡宁斯基县次之在2015年为34，873人，苏维埃茨克港斯基县的人口自2010年就不断减少，但仍维持在四万人左右，凡宁斯基县人口自2002年陆续减少。
在哈巴罗夫斯克边疆区的民族构成分外来民族和原住民。外来民族中俄罗斯人占90.1%，乌克兰人占4.2%，白俄罗斯人占0.8%，鞑靼人占0.8%。边疆区的原住民属通古斯民族：赫哲族（2002年10，993人）、涅吉达尔人（2002年505人）、乌尔奇人（2002年2718人）、鄂温克族（2002年4533人）、奥罗奇人（2002年426人）、乌德盖人（2002年613人），以及阿穆尔尼夫赫人（2002年2452人）。

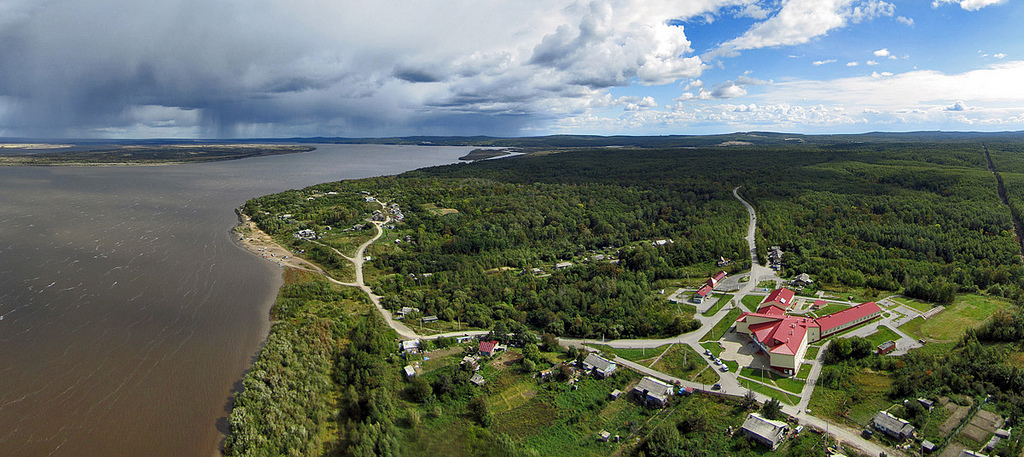
哈巴罗夫斯克边疆区黑龙江边一赫哲族民族村鸟瞰，北距伯力75千米，有一个博物馆和一个露天重建的古村落。

## 教育
哈巴罗夫斯克边疆区有如下机构或高等教育学校（院）:
- 太平洋国立大学
- 远东国立人文学大学
- 远东国立人医学大学
- 哈巴罗夫斯克国立经济与法律学院
- 远东国立交通大学
- 远东政务学院
- 远东国立体育大学
- 哈巴罗夫斯克国立艺术与文化学院
- 阿穆尔河畔共青城国立工程技术大学
- 阿穆尔河畔共青城国立师范学院

### 書籍
- 斯图尔特·柯尔比. . 上海师范大学历史系、地理系翻译. 上海人民出版社. 1976. CSBN 12171·12. NLC 000255247 （中文（中国大陆））.
- (哈巴罗夫斯克边疆区立法杜马. 决议 #150 of 1995年11月30日 Charter of Khabarovsk Krai, as amended by the Law #1 of October 29, 2014 On Amending Article 32 of the Charter of Khabarovsk Krai. Effective as of January 16,).

## 外部連結
- （俄文）—Official website of Khabarovsk Krai（页面存档备份，存于）
- Information concerning the Shiwei tribes and their relationship with the Khitans
- （俄文）—Brief history of Khabaovsk Krai